# T-标准化
在统计学中，对一个样本统计量进行t-标准化（studentization，或直译为“学生化”）一般是指将其中心化之后，除以自身的标准差的变换方式。
广义的t-标准化，是指用其他样本矩来除该统计量。
t-标准化与标准化（standarization）最重要的区别是，标准化用真实的总体参数作除数，而t-标准化用可以观测到的样本统计量作除数。一般而言，标准化需要假设较多的已知信息。

## 例子
- 在对位置-尺度参数族的分布之总体均值进行估计的时候，经常用尺度参数的估计量来标准化位置参数的估计量。

例如，在估计正态分布 {\displaystyle N(\mu ,\sigma ^{2})} 的位置参数 {\displaystyle \mu } 时，常用尺度参数 {\displaystyle \sigma } 的估计量来t-标准化位置参数的估计量，即：
{\displaystyle T={\frac {{\bar {X}}-\mu }{S/{\sqrt {n}}}}}
其中 {\displaystyle S} 是样本方差，注意应该用 {\displaystyle S/{\sqrt {n}}} 整体（又称“标准误差”）而不是 {\displaystyle S} 来估计 {\displaystyle {\bar {X}}} 的标准差。在这个例子里，如果对 {\displaystyle \mathbb {E} [({\bar {X}})^{3}]} 进行估计，并估计量的立方根代替 {\displaystyle T} 之表达式中的 {\displaystyle S/{\sqrt {n}}} ，那么就做成一个广义的t-标准化。如果用真实的 {\displaystyle \sigma } 代替 {\displaystyle S}，那么就做成一个标准化。
- 对一般的参数估计，也可以进行t-标准化，例如总体分布具有参数 {\displaystyle \theta } ，这里 {\displaystyle \theta } 既可以是一个参数模型的参数，例如 Exp{\displaystyle (\lambda )} 中的 {\displaystyle \lambda } ，也可以是一个非参数模型的泛函，例如一个所有矩存在的非参数模型的总体平均、总体方差等，可以考虑如下的t-标准化：

{\displaystyle T={\frac {{\hat {\theta }}-\theta }{\sqrt {{\widehat {\mathrm {V} ar}}({\hat {\theta }})}}}}
分母的平方是对 {\displaystyle {\mathrm {V} ar}({\hat {\theta }})} 的良好估计，这个估计一般不容易得到，通行的做法是用一个经过仔细设计的重抽样方法做这个方差估计，例如Bootstrap、Jackknife等。

## 意义
t-标准化具有以下重要意义：
- 标准化所得到的估计量，其分布不再、或更少地依赖于总体分布的尺度参数。这样可以方便地进行统计推断，例如设计置信区间和统计检验。[1][2]

- 在Bootstrap方法中，t-标准化具有特殊的重要意义。对经过t-标准化的统计量进行bootstrap，以更高阶的精确度对被估计的参数进行统计推断（如更精确地控制置信区间的置信水平，及更好地控制统计检验中的第一类错误概率），而对未经标准化的统计量直接进行bootstrap则只能有低阶精确度的统计推断。[3]

## 不足
- 一般来说，t-标准化需要一个能够很好地估计待标准化统计量某个矩的估计量，设计这个估计量有时是很困难的，例如：观测到的是网络数据、或观测量间不是互相独立的（例如时间序列数据）。

- 除开简单的例子（例如正态分布），t-标准化后的统计量，其分布未必是容易计算或逼近的。